# Prothalotia lehmanni
Prothalotia lehmanni is een slakkensoort uit de familie van de Trochidae. De wetenschappelijke naam van de soort is voor het eerst geldig gepubliceerd in 1843 door Menke.